# Johann Jakob Rieter
Johann Jakob Rieter (1762-1826) est un industriel et négociant suisse du XIXe siècle.

## Biographie
Johann Jakob Rieter, né en 1762, est le fils de Hans Heinrich, orfèvre. Il a fait tout d'abord un apprentissage dans une maison de commerce. En 1795, il fonda un commerce de denrées coloniales, puis de coton en gros, dans lequel son frère et son beau-frère entrèrent successivement. À la suite du Blocus continental (de 1806 à 1813), il fonda la filature Wildbach à Winterthour, en 1812 qu'il dut fermer à la levée du Blocus puis s'associa à d'autres filatures, notamment à Sankt Georgen.
Alors que ses usines sont d'abord spécialisées dans la production de textiles, ses fils font l'acquisition en 1833 du bâtiment de l'ancien monastère Töss dans la municipalité alors indépendante Töss, à Winterthour.
Comme de nombreux autres fabricants de textiles du 19e siècle, il a également dirigé sa société vers la fabrication de machines textiles et les systèmes de transmission de puissance. Rieter vend également des locomotives, des tramways, des fusils et des moteurs et créé en 1852 des établissements sociaux pour les salariés et devient l’un des grands constructeurs suisses de turbines. Alors que près d’une centaine de transports par câbles télédynamiques ou télémécaniques furent installés sur la période 1860-1880, essentiellement en Suisse, la plus importante fut celle des chutes sur le Rhin de Schaffhouse, où 570 CV étaient transportés sur 650 mètres en 1867 grâce à l’équipement  réalisé par  Rieter. Cet équipement a inspiré la Centrale hydraulique de la Jonction de Valserine, dont la première version voit le jour, sous forme de télémécanique, en 1871.
En 1891, la société de la famille Rieter, qu'il a fondée devient la société anonyme Maschinenfabrik Rieter AG . La direction de l' entreprise a décidé en 1915 de se concentrer sur la production de machines de filature.
Décédé le 16 avril 1826 à Winterthour, à l'âge de 64 ans, Johann Jakob Rieter a été membre du Conseil de ville de Winterthour (1813-1826) et député au Grand Conseil zurichois (1814-1826).